# Muralla de Gasteiz (Vitòria)
La muralla medieval de Gasteiz (Vitòria) és un recinte murat que fortificava en l'edat mitjana el poble de Gasteiz (Vitòria), i la construcció sembla que en tingué lloc a la fi del segle XI o començament del XII, tot i que n'hi ha sòlids arguments historiconumismàtics que apunten que, en realitat, la muralla s'alçà en la segona meitat del segle XI.
Se'n conserva si fa no fa la meitat del volum total, i es va recuperar a començament del segle xxi en una actuació que va rebre un esment especial en la categoria de conservació en els Premis Europa Nostra el 2010.

## Història
El recinte emmurallat medieval de la ciutat es va construir en un moment del segle xii, uns anys abans que el rei Sanç VI de Navarra fundàs la vila el 1181 amb el nom de Nova Victoria. Aquest recinte murat ja consta en el fur concedit el mateix any de la fundació.
Durant els darrers segles va romandre oculta entre les edificacions del centre històric, fins que un equip de recerca arqueològica de la Universitat del País Basc feu unes excavacions en el subsòl de la Catedral de Santa Maria el 2001, en què descobriren les restes de les sabates de l'antiga muralla.
Després d'analitzar-se'n les restes es va comprovar que la sabata corresponia a la primera muralla que envoltava el poble, però tenia una antiguitat anterior a la fundació de la ciutat. Això denotaria un cert poder econòmic i social, i es desconeix fins hui qui va ser-ne l'impulsor.

## Rehabilitació
Tot i que el recinte emmurallat tenia una longitud total d'uns 900 m i incorporava unes 22 torrasses, actualment només se'n conserva prop de la meitat. El 1968, amb la direcció d'Emilio i Luis Ángel Apraiz, es va restaurar amb criteris historicistes en estil llombard el tram del costat del Palau de Escoriaza - Esquivel, i aquesta intervenció és considerada com a falsa històrica. Després del descobriment realitzat en les excavacions de la catedral es va decidir fer una restauració de les restes de la muralla que es conservaven al vessant oest.
- Primera fase: va veure la llum el 2006 i va posar al descobert el tram que correspon a les parts posteriors dels números 98 al 104 del carrer Correria. Van quedar descoberts uns 136 m de muralla i les antigues restes de l'escorxador i del mercat del segle XIX.
- Segona fase: va veure la llum el 2010 i ofereix la possibilitat de contemplar 160 m de muralla en les parts posteriors de San Miguel per una gelosia de fusta que imita la forma de la muralla que no es conserva.
- Tercera fase: se'n situa entre les dues primeres, i encara està sense condicionar.